# 제18회 모스크바 국제 영화제
제18회 모스크바 국제 영화제는 1993년 7월 1일부터 7월 12일까지 열린 시상식이다.

## 수상 및 후보

### 대상
- Moi Ivan, toi Abraham - 욜랑드 조베르만 수상

### 남우주연상
- 살어리랏다 - 이덕화 수상